# Gdzie wasze ciała porzucone (album)
Gdzie wasze ciała porzucone – album polskiego rapera HuczuHucza. Wydawnictwo ukazało się 19 maja 2014 roku nakładem wytwórni muzycznej Prosto. Produkcji nagrań podjęli się Slajd, Henson, 2sty, Babek, No Name Full Of Fame, EnZU, Ervill, Sakier, Bob Air, Pawbeats, Wiro, Natz, RX, Odme oraz Ka-Meal. Natomiast wśród gości na płycie znaleźli się m.in. Justyna Kuśmierczyk, Joanna Rybka, Marcin Kiraga, Gedz oraz W.E.N.A.
W ramach promocji do pochodzących z płyty piosenek „VHS”, „Jak nie teraz, to kiedy?” i „Pauza” zostały zrealizowane teledyski. Nagrania po dwóch tygodniach sprzedaży dotarły do 21. miejsca zestawienia OLiS.
Tytuł płyty bezpośrednio nawiązuje do powieści fantastycznonaukowej amerykańskiego pisarza Philipa José Farmera – Gdzie wasze ciała porzucone.

## Lista utworów
Opracowano na podstawie materiału źródłowego.
1. „Nikt” (produkcja: Slajd, gościnnie: 2sty, skrzypce: Przemek Popławski) – 3:22
2. „Zabierz mi” (produkcja: Henson, scratche: DJ Noriz) – 3:32
3. „Awersja” (produkcja: 2sty, scratche: DJ Klasyk) – 3:42
4. „Najdalej” (produkcja: Babek, scratche: DJ Ace, gościnnie: Justyna Kuśmierczyk) – 3:34
5. „Pauza” (produkcja: No Name Full Of Fame, scratche: DJ Krug) – 4:24
6. „Niemożliwe” (produkcja: EnZU, gościnnie: Joanna Rybka) – 3:55
7. „VHS” (produkcja: Natz) – 2:09
8. „Jak nie teraz, to kiedy” (produkcja: Ervill, scratche: DJ Klasyk) – 2:19
9. „Gdzie wasze ciała porzucone” (produkcja: Sakier, gościnnie: Marcin Kiraga, gitara: Piotr Danielewicz) – 4:20
10. „Syf” (produkcja: Bob Air, Pawbeats, gościnnie: Gedz, scratche: DJ Ike) – 5:03
11. „Cisza” (produkcja: Wiro, gitara: Piotr Danielewicz) – 3:19
12. „Sens” (produkcja: Natz, gościnnie: Masia, gitara: Piotr Danielewicz) – 3:04
13. „Mijamy się mijając” (produkcja: RX, gościnnie: Jarosław Jar Chojnacki) – 4:31
14. „Nim zajdzie słońce za osiedle” (produkcja: RX, gościnnie: Flojd, W.E.N.A.) – 3:52
15. „Niby” (produkcja: Odme, skrzypce: Slavko) – 4:54
16. „Przemoknięte serca miast” (produkcja: Ka-Meal) – 2:47